# Harold Holt

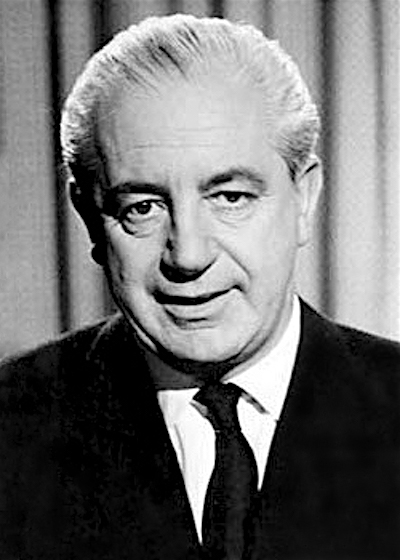
Harold Holt, 1964

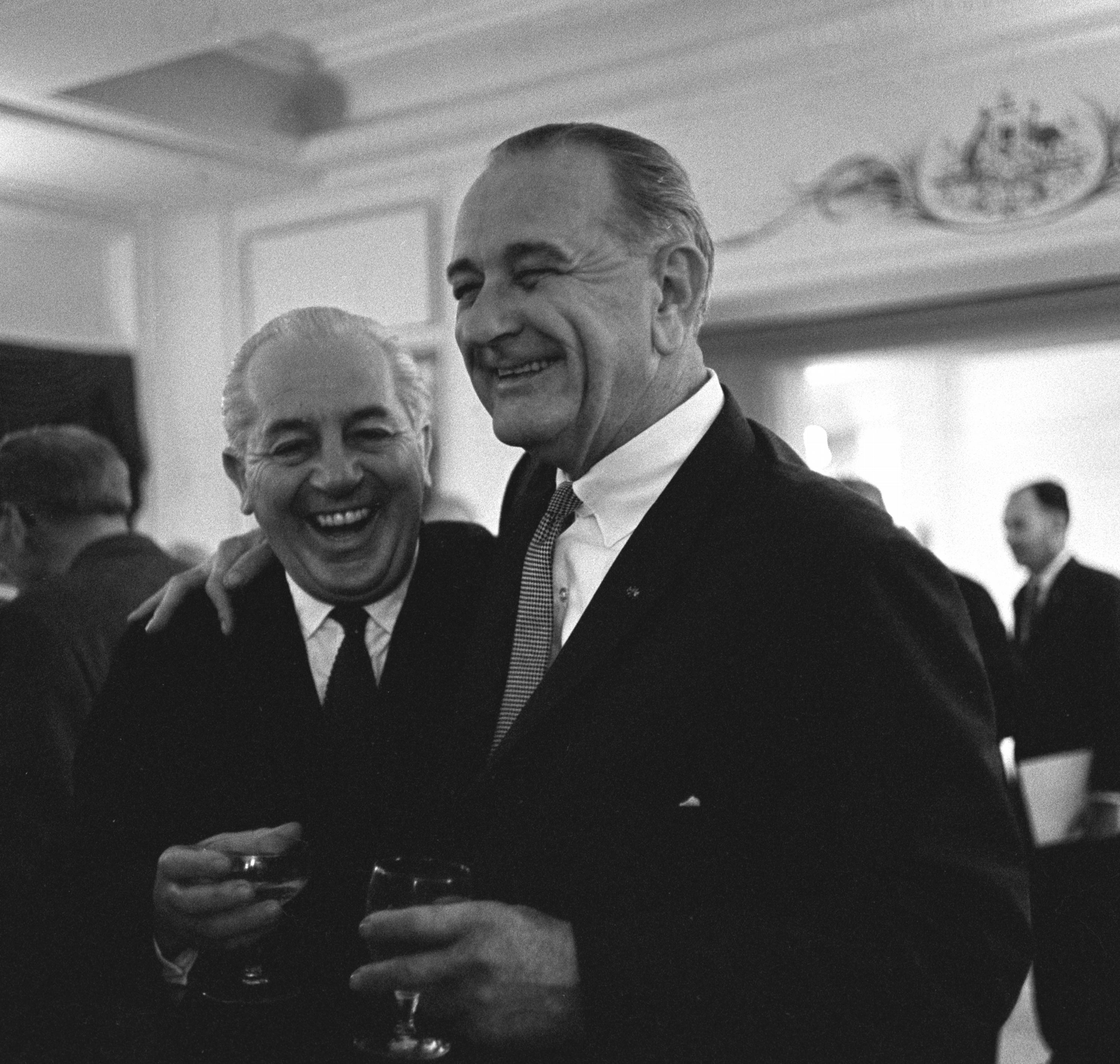
Harold Holt und Lyndon B. Johnson, Oktober 1966

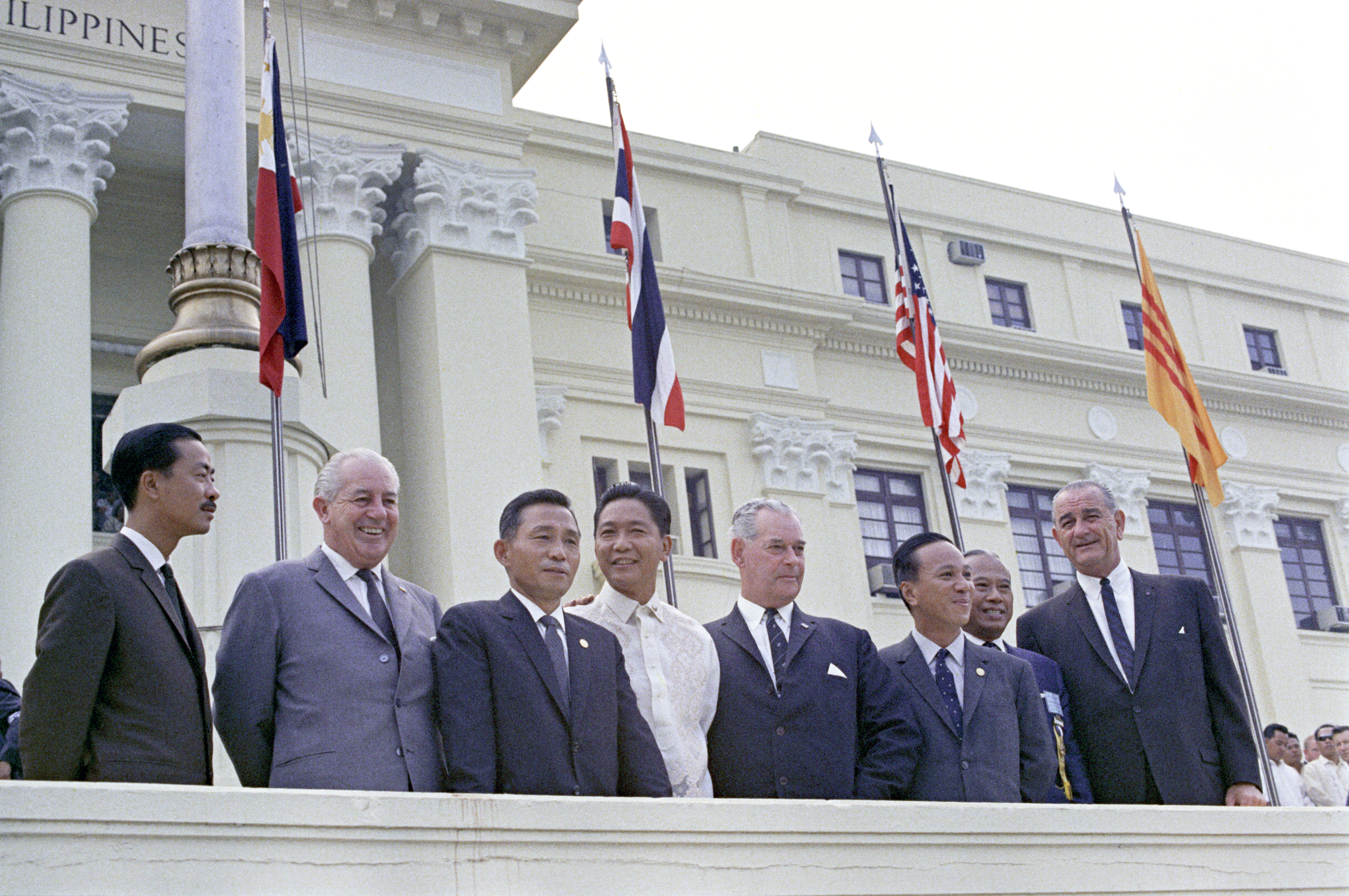
Harold Holt (2. v. l.) auf dem SEATO-Gipfel 1966

Harold Edward Holt (* 5. August 1908 in Sydney; † vermutlich am 17. Dezember 1967) war ein australischer Politiker und vom 22. Januar 1966 bis zum 17. Dezember 1967 der 17. Premierminister des Landes. Er blieb bis heute auch wegen seiner Todesumstände in Erinnerung.

## Karriere
Holt wurde 1935 für die United Australia Party in das Repräsentantenhaus gewählt. Mit 27 war er eines der jüngsten Mitglieder. 1940 trat er der Armee bei, ohne seinen Sitz aufzugeben. Kurz darauf wurde er Arbeitsminister und erwarb den Spitznamen „Gunner Holt“. Ab 1945 gehörte er der Liberal Party an.
Er galt als Lebemann, heiratete aber 1947 Zara Fell, eine Modedesignerin, und adoptierte ihre drei Kinder. Nach acht Oppositionsjahren wurde er 1949 erneut Minister und erweiterte das Einwanderungsprogramm seines Vorgängers. Nach 30 Jahren im Parlament wurde er 1966 Premierminister.
Holts Vorgänger Robert Menzies hatte australische Truppen in den Vietnamkrieg geschickt. Bei einem Staatsbesuch von Harold Holt bei US-Präsident Lyndon B. Johnson wiederholte Holt im Juni 1966 Johnsons Wahlkampfslogan All the Way with LBJ zur Unterstreichung der australischen Unterstützung der USA im Krieg in Vietnam und löste damit eine Kontroverse in Australien aus.

## Tod
Am 17. Dezember 1967 ging Holt am Cheviot Beach bei Point Nepean nahe dem Feriengebiet Portsea südlich von Melbourne mit einem Bekannten baden. Während der Bekannte in Ufernähe blieb und dort eine starke Strömung wahrnahm, schwamm Holt weiter hinaus. Der 59-Jährige wurde nie mehr gesehen und auch sein Leichnam wurde nie gefunden. Am 19. Dezember 1967 wurde er für tot erklärt. Nach dem Ergebnis einer Untersuchungskommission ist Holt aller Wahrscheinlichkeit nach eine unberechenbare Strömung innerhalb des Tanggürtels zum Verhängnis geworden. Holt schnorchelte und tauchte.
Es gab Gerüchte über einen Selbstmord, einen Mordanschlag durch einen politischen Kontrahenten, einen vorgetäuschten Tod, um mit seiner Geliebten „durchzubrennen“ sowie schließlich die These von Antonius Grau in seinem Buch The Prime Minister Was a Spy, dass er als chinesischer Agent von einem U-Boot abgeholt oder von der CIA entführt worden sei, weil er die australischen Truppen aus dem Vietnamkrieg zurückziehen wollte, beziehungsweise von den Vietnamesen, weil er gerade das nicht wollte.
Zu seinen Ehren erhielt die Marinefunkstelle Harold E. Holt in Australien seinen Namen und es wurde ihm zu Ehren das Harold Holt Memorial Swimming Centre, ein Schwimmbad, errichtet. Die United States Navy taufte eine Fregatte der Knox-Klasse auf den Namen Harold E. Holt.